# Samnanger
Samnanger là một đô thị ở hạt Hordaland, Na Uy.
Samnanger đã được tách từ Os ngày 1 tháng 1 năm 1907.
Đô thị này nằm ở phía đông Bergen. Việc triển khai xây dựng nhà máy thủy điện bắt đầu vào năm 1909.
Tên gốc thuộc về fjord (nay là Samnangerfjorden). Nghĩa của tiếp đầu ngữ không rõ nhưng tiếp vĩ ngữ là angr nghĩa là 'fjord'.
Huy hiệu được áp dụng từ năm 1990. Huy hiệu có 6 giọt nước vì quận này có nhiều mưa và nhà máy thủy điện.